# Józef Czapski (kasztelan elbląski)
Józef Czapski herbu Leliwa (ur. 1722, zm. 19 sierpnia 1765 w Chełmnie) – kasztelan elbląski, generał lejtnant wojsk koronnych.

## Rodzina
Syn Ignacego, kasztelana gdańskiego i Teofili z Konopackich, córki Stanisława Aleksandra Konopackiego, kasztelana chełmińskiego.
Brat Antoniego Michała, generała polskiego i Franciszka Stanisława, ostatniego wojewody chełmińskiego.
Dwukrotnie żonaty. Pierwsza żona Marianna Karłowska była bezdzietna.
Druga żona Elżbieta Hutten-Czapska była prawnuczką Sebastiana Czapskiego (zm. 1699), kasztelana chełmińskiego i daleką krewną Józefa.
Urodziła dwie córki i syna: Brygidę (1758–1801) i Teofilię oraz Ignacego.

## Kariera
W latach 1758–1765 był kasztelanem elbląskim. Od 1757 pełnił stanowisko podkomorzego pomorskiego.

## Odznaczenia
Za zasługi odznaczony został Orderem Orła Białego w 1760 roku.